# 特迪体育场

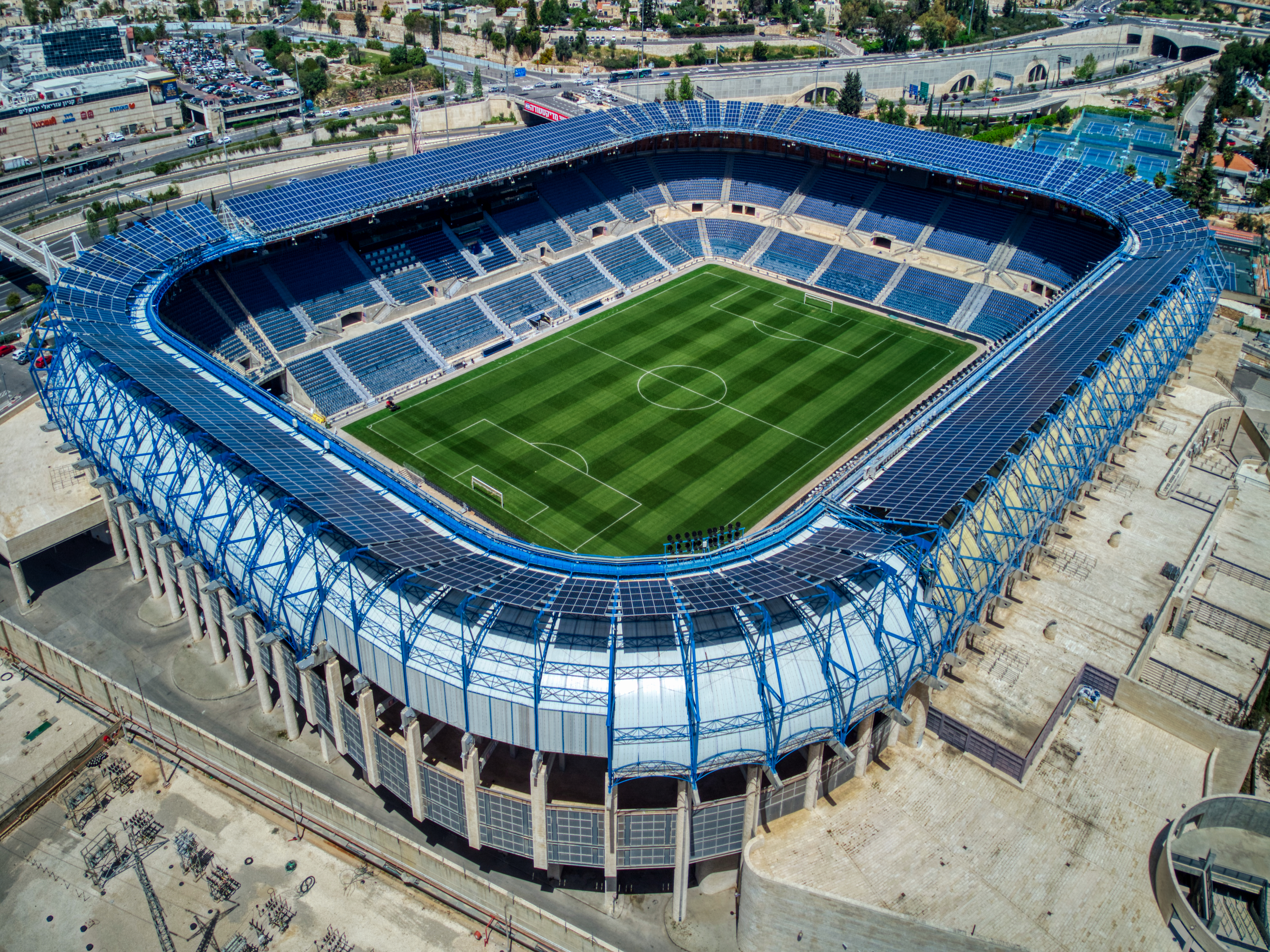
特迪体育场

特迪体育场（希伯來語：‎）是一座位于以色列耶路撒冷的体育场。目前以下四个足球队使用该体育场：耶路撒冷贝塔足球俱乐部、耶路撒冷夏普爾足球會、卡塔蒙耶路撒冷和阿古达耶路撒冷。
体育场是以长期耶路撒冷市长特迪·科勒克命名的。科勒克在任时期非常支持该体育场的建造。

## 历史
贝塔足球俱乐部多年在被戏称为“沙盒”的基督教青年会体育场比赛。因此对于他们来说特迪体育场是一个巨大的改进。在第一阶段里只有体育场的西侧和东侧被建好，可以容纳1.4万人。1999年北侧也完工，把容纳量提高到2.16万人。
特迪体育场是以色列最新的体育场之一，也是少数能够达到欧洲标准的体育场之一。它拥有无障碍设施、先进的洗手间和足够士多，这些条件在大多数以色列体育场里都没有。体育场场地上有5000个停车位置，通过一条步行桥与[[马勒哈购物中心及其停车场相连。
特迪体育场位于50号高速公路的终点和耶路撒冷马勒哈车站附近，因此公路和铁路交通都非常方便。
特迪体育场的观众台里场地很近，声音效果非常好，因此以色列國家男子足球隊多次在这里比赛，此外马加比厄运动会开幕式和其它大型活动也在这里举办。
2013年6月3日南边的观众台完工，使得坐席的数量提高的31733个。
特迪体育场是2013年歐洲U-21足球錦標賽场地之一，该锦标赛的决赛在这里进行。

## 球迷
贝塔足球俱乐部在特迪体育场比赛时其最有争议和噪声最高的球迷群占据球场的东侧。

## 发展计划
2016年9月特迪体育场的顶上建造了一座每小时可以生产685千瓦的新太阳能系统。
2017年特迪体育场计划以5000万以色列新谢克尔的投资翻新来使它符合欧洲足球协会联盟发布的新的国际标准。

## 国际比赛
| 日期           |        | 结果 |            | 比赛                                   | 观众数   |
| -------------- | ------ | ---- | ---------- | -------------------------------------- | -------- |
| 1998年4月15日  | 以色列 | 2–1  | 阿根廷     | 友好比赛                               |          |
| 2003年2月9日   | 以色列 | 3–3  |            | 友好比赛                               |          |
| 2012年11月14日 | 以色列 | 1–2  | 白俄羅斯   | 友好比赛                               |          |
| 2013年6月6日   | 西班牙 | 1–0  | 俄羅斯     | 2013年歐洲U-21足球錦標賽               | 10,000人 |
| 2013年6月9日   | 荷蘭   | 5–1  | 俄羅斯     | 2013年歐洲U-21足球錦標賽               | 7,500人  |
| 2013年6月11日  | 以色列 | 1–0  | 英格兰     | 2013年歐洲U-21足球錦標賽               | 22,150人 |
| 2013年6月18日  | 西班牙 | 4–2  | 義大利     | 2013年歐洲U-21足球錦標賽               | 29,300人 |
| 2015年3月31日  | 以色列 | 0–1  | 比利时     | 欧洲足球协会联盟预赛                   | 29,750人 |
| 2015年10月13日 | 以色列 | 1–2  | 賽普勒斯   | 欧洲足球协会联盟预赛                   | 25,300人 |
| 2016年10月9日  | 以色列 | 2-1  | 列支敦斯登 | 2018年國際足協世界盃外圍賽 – 歐洲區G組 | 9,000人  |
| 2017年10月9日  | 以色列 | 0–1  | 西班牙     | 2018年國際足協世界盃外圍賽 – 歐洲區G組 | 28,700人 |